# Test doustnego obciążenia glukozą
Test doustnego obciążenia glukozą (ang. oral glucose tolerance test, OGTT), krzywa cukrowa, krzywa glikemiczna, test obciążenia glukozą, test OGTT – badanie stosowane w diagnostyce cukrzycy, czasem też w innych chorobach (np. akromegalia). Według zaleceń WHO badanie polega na podaniu pacjentowi glukozy i obserwowaniu reakcji jego organizmu na nią: wydzielenia insuliny, szybkości regulacji poziomu cukru we krwi – szybkości wchłaniania glukozy do tkanek. W przypadku akromegalii dodatkowo dokonuje się pomiaru poziomu hormonu wzrostu i wpływu obciążenia glukozą na spadek poziomu hormonu wzrostu.

## Wskazania
Wskazaniami do wykonania testu doustnego obciążenia glukozą:
- cechy zespołu metabolicznego przy prawidłowej glikemii na czczo,
- nieprawidłowa glikemia na czczo,
- diagnostyka cukrzycy ciężarnych,
- podejrzenie reaktywnej hipoglikemii.

## Wykonanie testu
Badanie wykonuje się na czczo, przynajmniej 8 godzin od spożycia ostatniego posiłku, u osoby wypoczętej, po przespanej nocy, po 3 dniach spożywania diety z normalną zawartością węglowodanów.
Etapy testu:
1. pobranie próbki krwi wyjściowej na czczo – oznaczenie poziomu glukozy w osoczu krwi;
2. obciążenie glukozą: dorośli 75,0 g bezwodnej glukozy (dzieci 1,75 g na kilogram masy ciała) rozpuszczone w 250-300 ml wody – należy wypić w ciągu 5 minut;
3. po obciążeniu, w trakcie badania (czyli 2 godziny) badany pozostaje w spoczynku, w pozycji siedzącej;
4. pobranie drugiej próbki krwi po 120 minutach w celu ponownej oceny poziomu glukozy w osoczu krwi. Do czasu pobrania kolejnej próbki chory nie może spożywać pokarmów, wykonywać wysiłku fizycznego i palić tytoniu.

Niekiedy wykonuje się dodatkowe oznaczenia po 180 minutach i 240 minutach w celu diagnostyki hipoglikemii reaktywnej. W diagnostyce kobiet ciężarnych również stosuje się test z 75 g glukozy.

## Interpretacja testu
Prawidłowe stężenie glukozy w 120 minucie wynosi poniżej 140 mg/dl (7,8 mmol/l). Stężenie glukozy w 120 minucie w zakresie 140–199 mg/dl (7,8–11,0 mmol/l) wskazuje na nieprawidłową tolerancję glukozy (ang. impaired glucose toleration, IGT). Stężenie glukozy w 120 minucie powyżej 200 mg/dl (≥11,1 mmol/l) pozwala rozpoznać cukrzycę.
W przypadku akromegalii stwierdza się brak zahamowania wydzielania hormonu wzrostu <18,4 mmol/l (0,4 μg/l).

## Cukrzyca ciężarnych
Test OGTT składa się z 2 etapów.
Etap pierwszy – pomiar glukozy na czczo (pomiar przeprowadza się w laboratorium z krwi pobranej z żyły; niedopuszczalne jest wykonywanie badania w oparciu o pomiary z wykorzystaniem glukometru w warunkach ambulatoryjnych; należy również wybrać taką placówkę, która wykonuje badanie na miejscu, ponieważ w pobranej próbce krwi na drodze glikolizy beztlenowej erytrocyty nadal zużywają glukozę, która przez to spada w próbce o 5-7% na 1 godzinę; popularne inhibitory glikolizy np. probówki z dodatkiem fluorku sodu zatrzymują glikolizę dopiero po 2 godzinach). Pierwszym etapem testu OGTT jest oznaczenie glukozy na czczo ze względu na możliwość wykrycia cukrzycy przedciążowej, co dyskwalifikuje osobę ciężarną z dalszej części badania, ponieważ może być ono dla niej niebezpieczne.
Etap drugi – badanie obejmuje wypicie w ciągu 5 minut roztworu 75 g bezwodnej glukozy rozpuszczonej w szklance wody. Po wypiciu należy pozostać w spoczynku w miejscu wykonywania badania przez okres 2 godzin, po upływie którego ponownie pobiera się krew w celu oznaczenia poziomu glukozy. Dla OGTT wykonywanego w ciąży jest możliwa odmiana testu, w którym oznacza się glukozę po 1 godzinie, a następnie po 2 godzinach (test OGTT dla populacji ogólnej nie przewiduje pomiaru po 1 godzinie).
Ewentualne wymioty lub nadmierny wysiłek fizyczny uniemożliwiają właściwą interpretację testu OGTT i wymagają powtórzenia badania.
Interpretacja wyników OGTT różni się od typowego testu OGTT wykonywanego dla populacji ogólnej nie będącej w ciąży. GDM rozpoznajemy, jeżeli przynajmniej jedna wartość jest nieprawidłowa.
1. etap pierwszy:
  - <92 mg/dl – wynik prawidłowy, można przejść do etapu drugiego
  - ≥92 mg/dl – wynik nieprawidłowy, stwierdzona cukrzyca ciążowa (GDM)
2. etap drugi:
  - po 1 godzinie ≥180 mg/dl – wynik nieprawidłowy, stwierdzona cukrzyca ciążowa (GDM)
  - po 2 godzinie  ≥153 mg/dl – wynik nieprawidłowy, stwierdzona cukrzyca ciążowa (GDM)

Do rozpoznania cukrzycy ciążowej wystarcza jednokrotne rozpoznanie – badania OGTT nie trzeba powtarzać.